# Sin remisión
Sin remisión (título original en inglés: Caged, lit. 'Enjauladas') es una película de cine negro estadounidense de 1950  dirigida por John Cromwell y protagonizada por Eleanor Parker, Agnes Moorehead, Betty Garde, Hope Emerson y Ellen Corby. Fue adaptada por Virginia Kellogg del cuento «Women Without Men» de Kellogg y Bernard C. Schoenfeld.
La película retrata la historia de un joven recién casada enviada a prisión por robo a mano armada. Sus brutales experiencias mientras está encarcelada, junto con el ser separada de su bebé recién nacido, la transforman de una mujer dócil e ingenua en una convicta endurecida.
Sin remisión fue nominada a tres premios Óscar.

## Argumento
Marie Allen (Eleanor Parker), de 19 años y casada, ha sido condenada a una larga condena de prisión por un robo a mano armada fallido cometido por su esposo, quien murió en el acto. Insiste en que no tuvo nada que ver con el delito, pero aun así fue condenada como cómplice. Para colmo, el examen físico de ingreso a prisión determina que está embarazada de dos meses, lo que significa que dará a luz durante su estancia.
Marie tiene dificultades para adaptarse al duro mundo de la prisión de mujeres y le cuesta encontrar personas en las que confiar. Conoce a la ladrona profesional Kitty Stark (Betty Garde), quien le asegura que, una vez que Marie salga, Kitty le conseguirá un trabajo en su sector. Kitty recluta para el crimen organizado en el exterior y le promete a la joven una vida fácil si aprende este oficio. Marie no quiere involucrarse en el crimen, pero Kitty le explica con claridad las realidades de la vida en prisión y los acontecimientos le dan la razón.
Le explican que puede obtener la libertad condicional después de nueve meses, pero con el tiempo, Marie ve a una presa tras otra a quienes se les concede la libertad condicional, pero al final no salen de la cárcel porque sus agentes de libertad condicional no les han conseguido trabajo. Después de que una de estas presas se suicida, la realidad de su situación comienza a hacerse evidente. Para aumentar su desesperación, la sádica matrona Evelyn Harper (Hope Emerson) decide dedicarle atención a Marie cuando esta se niega a participar en sus planes para ganar dinero.
Para cuando Marie da a luz a su bebé y el estado la obliga a conceder la custodia total a su madre, tiene una pequeña esperanza de que le concedan la libertad condicional para estar con su hijo. Pero cuando su madre da al bebé en adopción contra la voluntad de Marie, esta se quiebra mentalmente y comienza a endurecerse por sus experiencias en prisión.

## Reparto
- Eleanor Parker como Marie Allen.
- Agnes Moorehead como Ruth Benton.
- Ellen Corby como Emma Barber.
- Hope Emerson como Evelyn Harper.
- Betty Garde como Kitty Stark.
- Sheila MacRae como Helen.
- Jan Sterling como Jeta «Smoochie» Kovsky.
- Lee Patrick como Elvira Powell.
- Jane Darwell como matrona de aislamiento.
- Gertrude W. Hoffmann como Millie.
- Olive Deering como June Roberts.
- Gertrude Michael como Georgia Harrison.

## Producción
En 1948, el estudio originalmente había planeado que la película fuera un vehículo para Bette Davis y Joan Crawford, pero intervinieron diferencias financieras. Según se informó, David rechazó la película debido a su implícito contenido lésbico, calificándola de dyke movie («película de bolleras»).

## Recepción
En 1950, Variety dio una crítica mixta pero predominantemente positiva de la película, caracterizándola como un «estudio sombrío y sin alivio de causa y efecto» que «todavía resulta un entretenimiento muy monótono». Sin embargo, Variety elogió mucho casi todos los aspectos de la producción de la película, incluida la dirección, la edición, los diseños de escenarios, la música y las actuaciones del elenco, especialmente las de Parker y Emerson:
La trama le otorga a Eleanor Parker lo que se conoce como un deslumbrante papel femenino, completamente desglamorizada, y lo interpreta con considerable habilidad. Hay otras actuaciones sólidas... todas fieles a los personajes representados, y la más colorida es la de la sádica matrona de prisión apaleada por Hope Emerson.

[...] La dirección de John Cromwell y la producción de Jerry Wald dibujan una imagen bastante clara de la monotonía de la vida en prisión y la desesperanza que infunde en todos, excepto en el recluso más fuerte. Hay alta y baja sociedad, un claro libro azul basado en crímenes y condenas, entre las prisioneras... La dirección artística, la dirección de escenario y el trabajo de fotografía de Carl Guthrie enfatizan la crudeza de la vida en prisión. El montaje ha hecho un buen trabajo al mantener el metraje en 96 minutos, y la banda sonora de Max Steiner se ajusta a la atmósfera de la producción.
Otro crítico estadounidense de 1950, para Film Bulletin, también le dio calificaciones generalmente altas a la película. La publicación sostuvo que el comentario social «crudo y conmovedor» de la película sería aún más poderoso si la «atmósfera lúgubre» de su trama tuviera al menos algunos momentos contrastantes más ligeros. «"Caged"», observó Film Bulletin, «es a las instituciones penales lo que Nido de víboras fue a las instituciones mentales y Días sin huella al alcoholismo».
En una reseña mucho posterior, el crítico Emanuel Levy en 2007 también elogió la película en general:
...el maestro del melodrama, John Cromwell dirige con un estilo tenso, logrando excelentes actuaciones de su elenco dominado por mujeres... "Caged" camina por una delgada línea entre un drama socialmente consciente (y una llamada de atención) y una obra explotadora y casi exagerada.
La Guía de cine de Leonard Maltin de 2014 le otorgó a Sin remisión tres de cuatro estrellas, describiendo la película en general como «sólida» con actuaciones «notables».

## Reconocimientos
| Premio                                    | Categoría               | Nominado(s)                              | Resultado |
| ----------------------------------------- | ----------------------- | ---------------------------------------- | --------- |
| Premios Óscar                             | Mejor actriz            | Eleanor Parker                           | Nominada  |
| Premios Óscar                             | Mejor actriz de reparto | Hope Emerson                             | Nominada  |
| Premios Óscar                             | Mejor historia y guion  | Virginia Kellogg y Bernard C. Schoenfeld | Nominados |
| Festival Internacional de Cine de Venecia | León de Oro             | John Cromwell                            | Nominado  |
| Festival Internacional de Cine de Venecia | Mejor actriz            | Eleanor Parker                           | Ganadora  |